# Грузинский легион (Первая мировая война)
Грузинский легион (груз. ქართული ლეგიონი) — воинское формирование армии Германской империи времён Первой мировой войны. Создан в 1915 году графом Фридрихом Вернером фон дер Шуленбургом, бывшим вице-консулом Германии в Тифлисе, который тогда служил связным с Германией с офицерами Османской 3-й армии. Его поддерживал прогерманский Комитет независимости Грузии. Был собран в основном из военнопленных в том числе мусульманских грузинских районов и Лазистана.
Легионом численностью около 15 000 солдат первым командовал лейтенант Хорст Шлифак. Самым высокопоставленным грузинским офицером Легиона был Лео Кереселидзе.
Грузинский легион присоединился к Кавказской немецкой экспедиции. Во время русско-турецкой кампании 1916—1917 гг. Грузинский легион дислоцировался в горах к востоку от Тиреболу, на берегу реки Харшит недалеко от побережья Чёрного моря. Первоначально Легион был предназначен для содействия восстанию в контролируемой Россией Грузии и оставался под контролем Германии, в то время как османы стремились использовать его в качестве обычного подразделения в своей армии.
В конце 1915 года Орден царицы Тамары был представлен к выдаче солдатам и офицерам Грузинского легиона.
В конце концов, Легион принимал очень незначительное участие в боевых действиях, находясь на берегу Черного моря в Гиресуне до расформирования в январе 1917 года, после того как отношения между поддерживаемым Германией Грузинским комитетом и правительством Османской империи обострились. Позже бывшие грузинские офицеры-добровольцы присоединились к Национальной армии Грузинской демократической республики в 1918 году.